# Saint-Bonnet-de-Chavagne
Saint-Bonnet-de-Chavagne település Franciaországban, Isère megyében. Lakosainak száma 659 fő (2022. január 1.). Saint-Bonnet-de-Chavagne Saint-Lattier, Chatte, Montagne, Saint-Hilaire-du-Rosier és Saint Antoine l’Abbaye községekkel határos.

## Népesség
A település népessége az elmúlt években az alábbi módon változott:
| Lakosok száma | 398  | 372  | 378  | 582  | 641  | 631  | 634  | 653  | 656  | 659  |
|               | 1968 | 1982 | 1990 | 2006 | 2013 | 2015 | 2017 | 2019 | 2020 | 2022 |